# Wasserbehälter (Weinolsheim)

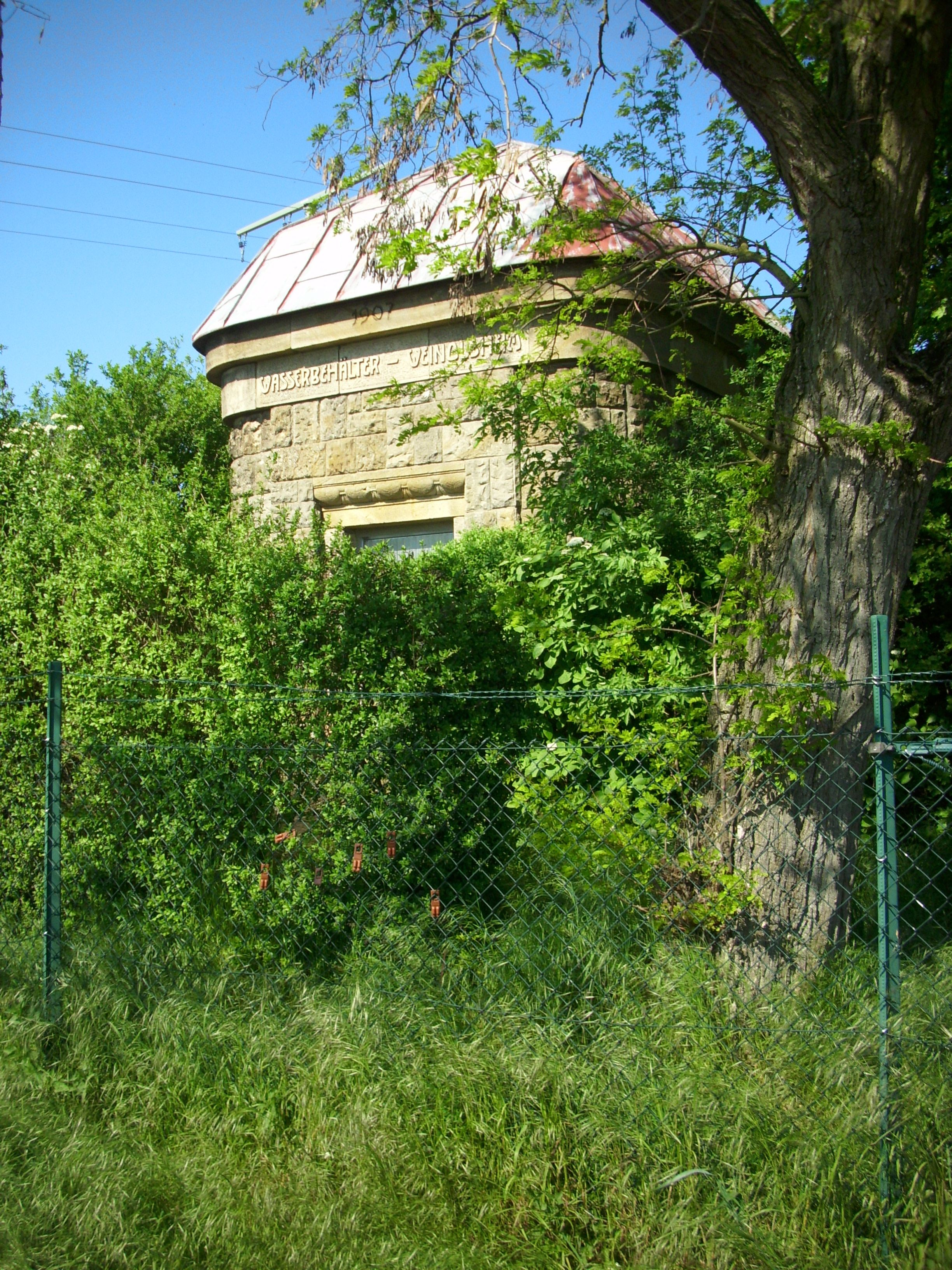
Wasserbehälter in Weinolsheim

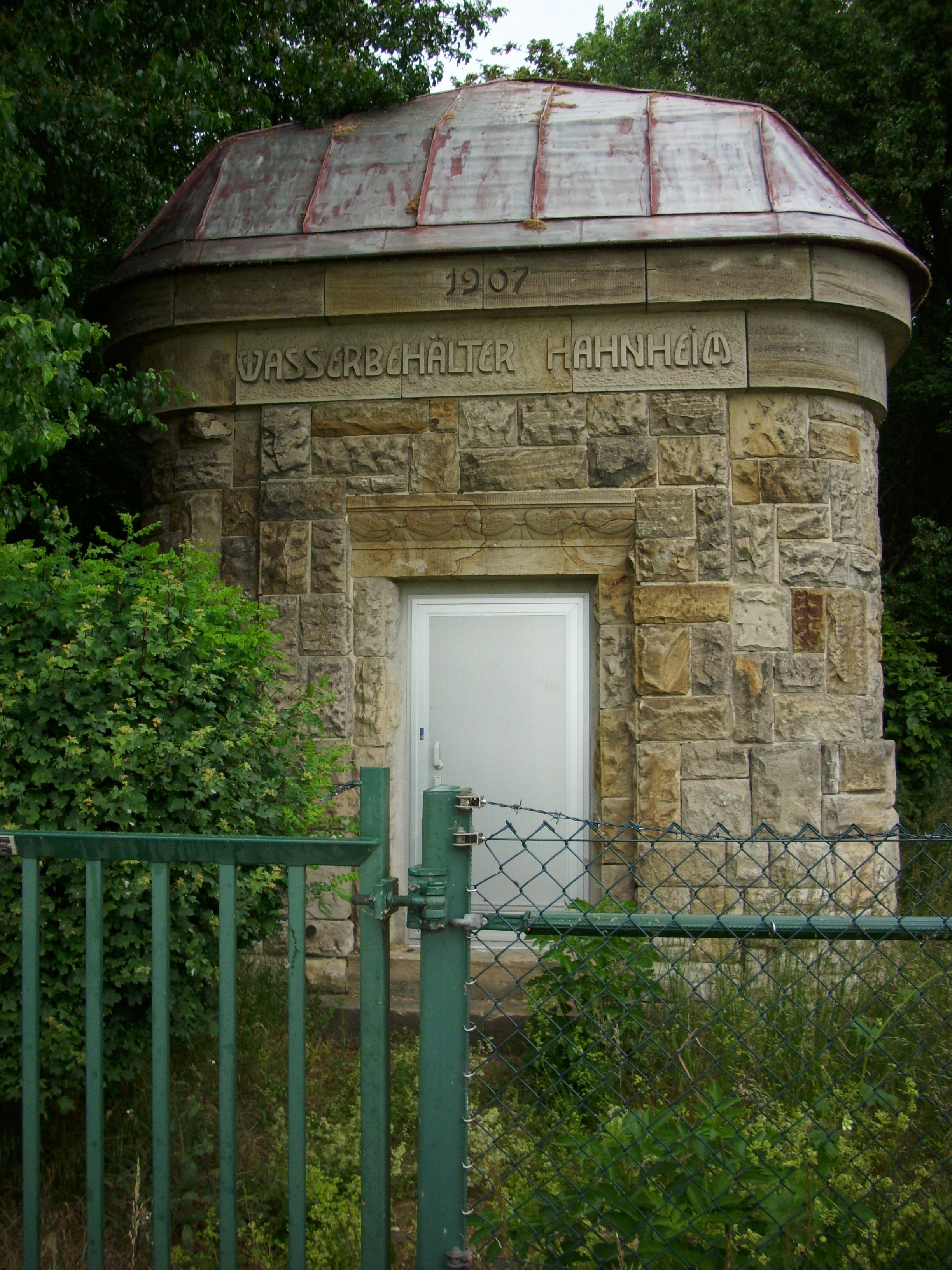
Baugleicher Wasserbehälter in Hahnheim

Der Wasserbehälter in Weinolsheim, einem Ortsteil der Ortsgemeinde Uelversheim im Landkreis Mainz-Bingen in Rheinland-Pfalz, wurde 1907 errichtet. Der Wasserbehälter östlich des Ortes in der Flur Auf der obersten Dienstleiter ist ein geschütztes Kulturdenkmal.
Der Typenbau mit einem quadratischen Grundriss in Formen des Jugendstils ist mit der Jahreszahl 1907 bezeichnet. Er besitzt abgerundete Kanten und ein Portal, das innerhalb einer rechteckigen Blende liegt. Die Fassade besteht aus Flonheimer Sandsteinquadermauerwerk. Der Wasserbehälter in Hahnheim ist baugleich.
Das Bauwerk wurde nach Plänen des Architekten Wilhelm Lenz von der Großherzoglichen Kulturinspektion Mainz errichtet. Der Wasserbau-Ingenieur und Baubeamte Bruno von Boehmer entwarf und leitete von 1897 bis 1907 die Modernisierung der Wasserversorgung großer Teile Rheinhessens.